# Monestiés
Monestiés – miejscowość i gmina we Francji, w regionie Oksytania, w departamencie Tarn.
Według danych na rok 1990 gminę zamieszkiwało 1361 osób, a gęstość zaludnienia wynosiła 51 osób/km² (wśród 3020 gmin regionu Midi-Pireneje Monestiés plasuje się na 259. miejscu pod względem liczby ludności, natomiast pod względem powierzchni na miejscu 368.).